# Mais où sont passés les Indo-Européens ?
Mais où sont passés les Indo-Européens ? est un essai de l'archéologue Jean-Paul Demoule publié en 2014 au Seuil. Sous-titré « Le mythe d'origine de l'Occident », l'ouvrage a pour objet la présentation des théories relatives à l'existence d'un peuple d'Indo-Européens dont la langue serait l'origine unique des différentes langues indo-européennes.
Après un exposé détaillé de l'histoire de cette théorie depuis le XVIIIe siècle, Jean-Paul Demoule présente les deux thèses contemporaines — l'hypothèse anatolienne et l'hypothèse kourgane — en soulignant ce qu'il estime en être les faiblesses, notamment au plan archéologique, pour conclure que les hypothèses relatives à l'existence d'un tel foyer unique reposent sur des postulats non démontrés.
Succès de librairie en France, traduit en anglais en 2023, l'ouvrage a fait l'objet de réceptions contrastées dans le monde de la recherche, occasionnant notamment un débat scientifique avec plusieurs linguistes spécialisés en linguistique comparée et dans l'étude de l'indo-européen.
Depuis sa publication en 2014, une partie des arguments avancés par Jean-Paul Demoule ont été infirmés. Des études paléogénétiques publiées dans la revue Nature en 2015 et saluées par la quasi-totalité des spécialistes ont confirmé la validité de l'hypothèse dite "kourgane" selon laquelle les Indo-Européens seraient originaires des steppes pontiques. Jean-Paul Demoule lui-même semble avoir changé d'avis à ce sujet, affirmant notamment en 2019 que l'hypothèse kourgane défendue historiquement par Marija Gimbutas semble validée par des études génétiques.

## Publications antérieures sur le sujet et débats
Jean-Paul Demoule a écrit différents articles dans le presse de vulgarisation scientifique (Sciences humaines notamment) mais un seul article dans une revue scientifique (Revue de l'histoire des religions) sur l'hypothèse de l'existence des Indo-Européens, depuis 1980.
En 1980, il publie dans la revue L'Histoire un article intitulé « Les Indo-Européens ont-ils existé ? ». Il y présente la thèse de l'existence de « l'Indo-Européen comme personnage historique » comme le produit « de la logique interprétative et de l'idéologie ». Il estime que si cette thèse a pu séduire certains linguistes et donner lieu à une tentative de validation par la « paléontologie linguistique », elle n'a pu faire l'objet d'aucune validation en dehors du champ de la linguistique, en particulier du fait qu'aucune découverte archéologique n'a permis de la corroborer.
Tout en louant les travaux de Benveniste (1902-1976) et Dumézil (1898-1986), il estime que ceux-ci n'affirment et n'étayent rien sur le lieu et le moment d'un « big bang » indo-européen. Jean-Paul Demoule rappelle que les archéologues recherchent un tel événement vers le IVe millénaire et que « trois zones de déflagration ont été proposées : le Nord, le Milieu et l'Est » :
- concernant le Nord, il estime cette hypothèse comme rejetée, « l'archéologie [ayant] définitivement établi que les premiers peuplements sédentaires de l'Europe du Nord sont venus d'abord du Sud (la « Céramique linéaire » centre-européenne), puis de l'Est (la « culture des gobelets en entonnoir »), vers le début du IVe millénaire » ;
- concernant la thèse de l'origine au Centre, identifiant les Indo-Européens avec la culture à « Céramique linéaire », une civilisation agricole centre-européenne apparue au Ve millénaire et s'étant étendue en un millénaire à toute l'Europe tempérée, il fait valoir qu'elle « disparaît progressivement vers la fin du IVe millénaire en étant partout recouverte par des cultures venues de l'Est ou du Sud — tout le contraire d'un phénomène d'éclatement » ;
- quant à l'hypothèse dite « steppique », tout en convenant de la « mise en évidence, tout au long du IIIe millénaire, de mouvements de population vers l'Ouest à partir des steppes ukrainiennes », Jean-Paul Demoule soulève deux questions : « Toutes les transformations du IIIe millénaire sont-elles à mettre au compte des invasions steppiques ? Ces envahisseurs sont-ils les Indo-Européens ? » ; il y répond en estimant que « l'évolution interne du Néolithique européen […] ne nécessite pas l'hypothèse de l'invasion généralisée » et que, si ces envahisseurs « peuvent être indo-européens, rien ne prouve qu'ils le soient », ajoutant que « l'hypothèse de l'indo-européanité centrifuge n'est ni nécessaire, ni suffisante pour épuiser les mouvements historiques très complexes qui remodèlent l'Europe du IIIe millénaire ».

Il développe par la suite ses analyses sur le sujet dans différents articles publiés entre 1991 et 1999,,,,.
De ces travaux anciens de Jean-Paul Demoule sur les Indo-Européens, il faut mentionner le débat mené avec l'archéologue anglais Colin Renfrew (1937-). Renfrew est l'auteur de la principale hypothèse concurrente de l'« hypothèse kourgane », ou « hypothèse des steppes », dans les années 1980/1990 : il a néanmoins abandonné cette hypothèse dans les années 2010 face aux résultats de la paléogénétique qui confirment l'hypothèse des steppes et a indiqué que la paléogénétique appuyait « clairement » l'hypothèse des steppes.
Colin Renfrew estimait encore en 1987 que « la position de l'archéologue français Jean Paul Demoule semble inacceptable par la communauté scientifique lorsqu'il affirme que le groupe linguistique indo-européen n'a pas d'existence réelle et que les similarités observées sont dérisoires, insignifiantes et fortuites ». Revenant en 2008 sur son appréciation de la position exprimée par Jean-Paul Demoule sur les Indo-Européens entre 1980 et 1999, il estime que ce dernier « a clairement perçu que l’ensemble des opinions qui prévalaient dans les années 1960 et 1970, à l’instar de la plupart des précédentes, étaient sujettes à controverse car elles se fondaient sur des généralisations et des hypothèses sur les migrations qui n’étaient plus appuyées par les preuves archéologiques ».
Il ajoute avoir des « préoccupations similaires » à celles de Jean-Paul Demoule sur la validité de l'hypothèse indo-européenne, qui l'ont « encouragé à réexaminer le concept indo-européen dans son ensemble, bien qu’avec une attitude moins radicale » que celle de son confrère français. Il précise avoir, dans l'ouvrage même où il critiquait Jean-Paul Demoule en 1987, souligné que le modèle arborescent proposé initialement par Schleicher (1821-1868) n'était pas le seul possible, ajoutant que, depuis, « on prend de plus en plus conscience des limites de ce modèle “arborescent”, par trop simpliste […] Une approche en “réseau” semble de mieux en mieux admise ». Au total, Colin Renfrew estime « admirable » le propos suivant de Jean-Paul Demoule : 

« Il faut donc imaginer que les contacts prolongés, pendant des millénaires, de centaines de groupes humains successifs dans l’espace eurasiatique ont évidemment créé, par rencontres, osmoses, emprunts, et parfois aussi conquêtes, les nombreux points de convergence constatés.
Il faut donc abandonner ce modèle arborescent, si pauvre et si funeste, pour des hypothèses historiques infiniment plus riches et plus complexes. »

Le sociologue Didier Eribon (1953-), dans un livre de 1992 consacré à Georges Dumézil, critique la présentation par Jean-Paul Demoule des travaux de ce dernier dans un article de 1991.
Il reproche à Jean-Paul Demoule d'utiliser « comme des épouvantails [ces] allusions fort elliptiques » et de « faire jouer le soupçon politique pour renforcer ses arguments scientifiques » contre l'hypothèse indo-européenne, alors que « les vues de Dumézil sur le fait qu'il a existé une civilisation et une langue indo-européennes sont très largement partagées par la communauté scientifique ».
Didier Eribon concède toutefois que Jean-Paul Demoule fait état d'« arguments scientifiques » lorsqu'il fait remarquer, tout en jugeant l’œuvre de Dumézil « considérable », que « la structure trifonctionnelle se retrouve dans plusieurs mythologies “non indo-européennes” », que « certaines religions “indo-européennes” sont pour l'essentiel hors normes », que « d'autres comportent de larges aspects non “indo-européens” », qu'il existe « des langues indo-européennes dont les locuteurs avaient une mythologie originelle qui pour l'essentiel nous est inconnue », et donc que « finalement toutes les combinaisons sont attestées, si bien qu'on ne sait plus très bien quelle est la spécificité “indo-européenne” des homologies duméziliennes ».

## Publication
Jean-Paul Demoule revient en 2014 sur la question des Indo-Européens dans un livre de 752 pages publié au Seuil, intitulé Mais où sont passés les Indo-Européens ? et sous-titré « Le mythe d'origine de l'Occident ». Le titre du livre est, selon Gérard Fussman (1940-2022), un jeu de mots sur le fait qu'on ne sait ni quelles routes ont prises les Indo-Européens, ni ce qu'ils sont devenus, ni pourquoi la question ne suscite plus d'intérêt.

### Structure de l'ouvrage
Dans une première partie, Jean-Paul Demoule traite du problème indo-européen jusqu'en 1945 en linguistique, en archéologie, en anthropologie physique et en politique. Il présente le développement aux XVIIIe et XIXe siècles de la théorie de l'origine unique des langues indo-européennes, non, dit-il, pour « jeter l’opprobre sur ces deux siècles de savants comparatistes en tentant de les disqualifier au nom du « racisme scientifique » qui s'en est souvent réclamé », mais pour « interroger ce qui, au-delà des faits, relève de modèles interprétatifs que ces faits n'exigeaient pas nécessairement, ou pas exclusivement »:42. Il souligne ce qu'il appelle un « double langage », le fait que, tout en affirmant ne s'attacher qu'à décrire des liens entre les langues indo-européennes, les linguistes ont, durant cette période, tenu pour acquis « le paradigme de la langue mère et celui de la langue comme être biologique »:44. Dès avant les premiers rapprochements entre le sanskrit et les langues européennes à la fin du XVIIIe siècle, Jean-Paul Demoule note que Leibniz « tient deux faits pour acquis : toutes les langues humaines dérivent d’une langue primitive, dont celles qui deviendront « indo-européennes » forment un rameau particulier ; le foyer d’origine de ces dernières se situe sur les bords de la mer Noire »:28, ces certitudes procédant, selon Jean-Paul Demoule, du désir de substituer au modèle biblique un autre mythe fondateur, où « la langue germanique […] a autant et plus de marques de quelque chose de primitif que l’hébraïque même ».
À la suite de la représentation par August Schleicher (1821-1868) des langues indo-européennes sous forme d'un arbre généalogique (Stammbaum), plusieurs scientifiques, en particulier allemands, se sont lancés dans la recherche de la localisation et des traces d'un peuple incorrectement nommé « aryen », qui serait à la racine de cet arbre. Jean-Paul Demoule insiste en particulier, comme le relève Gérard Fussman, sur le rôle joué par le linguiste et archéologue allemand Gustaf Kossinna (1858-1931), qui attribue le proto-indo-européen au peuple indogermanique nordique ayant pratiqué la culture de la céramique cordée, et dont les thèses seront reprises par l'idéologie nazie. Dans son ouvrage, Jean-Paul Demoule présente notamment la Nouvelle Droite comme tenante d'une idéologie d'« extrême droite aryenne »:273-302, ayant notamment pour « idée-force » que les Indo-Européens de la préhistoire étaient « une ethnie d’exception qui s’est forgée il y a quelques millénaires sur les bords de la Baltique »:289, une hypothèse qu'il considère par ailleurs comme « largement abandonnée depuis par l'archéologie allemande elle-même ».
La seconde partie de l'ouvrage est consacrée aux développements contemporains, depuis 1945. Il évoque la résurgence de l'hypothèse baltique, promue par la Nouvelle Droite, mais écartée par la majorité de la communauté scientifique, au profit de deux hypothèses principales, l'hypothèse anatolienne, notamment défendue par Colin Renfrew (1937-), qui associe la diffusion de la langue à celle de l'agriculture, et l'hypothèse kourgane, notamment défendue par Marija Gimbutas (1921-1994) et James Patrick Mallory (1945-), privilégiant la diffusion plus tardive d'un idiome parlé par des guerriers conquérants d'Ukraine.

### Positions et thèses défendues
Jean-Paul Demoule souligne que l'hypothèse anatolienne, si elle a le mérite de retenir « le seul mouvement migratoire d'ampleur qui fasse la quasi-unanimité des préhistoriens européens », pèche en ce que:359 :
- les langues indo-européennes sont peu présentes dans le foyer originel supposé ;
- les ressemblances entre langues indo-européennes ne s’organisent pas de proche en proche suivant l’axe de diffusion, du sud-est vers le nord-ouest, de la colonisation néolithique de l’Europe ;
- la vague de colonisation de l’Europe néolithique, supposée indo-européenne, a laissé subsister en Europe des langues non indo-européennes ;
- le vocabulaire commun ne contient aucun terme évoquant la flore et la faune méditerranéenne, environnement naturel du foyer originel supposé ;
- enfin les sociétés néolithiques européennes, simples et égalitaires comme le révèle l’archéologie, n’ont aucun des traits fréquemment retenus par les études comparées portant sur les mythes, le vocabulaire et les institutions, qui suggèrent une société guerrière et très hiérarchisée.

Concernant l'hypothèse steppique, Jean-Paul Demoule estime que:424 :
- « sous sa forme actuelle [elle] n'est ni unifiée, ni stable ni cohérente » ;
- que les arguments linguistiques et culturels en sa faveur reposent pour l’essentiel sur le cheval et le char, « ces deux éléments clés recouvr[a]nt des réalités très diverses, souvent beaucoup plus récentes que le moment supposé de dispersion steppique originelle, et sans que leurs inventions et diffusions soient l’exclusivité de sociétés de langue indo-européenne » ;
- qu'il n'existe « aucun argument archéologique convaincant pour suivre pas à pas un ou plusieurs mouvements migratoires qui seraient partis des steppes pontiques pour s’étendre dans l’ensemble du domaine linguistique indo-européen connu à date historique ».

Au total, selon Jean-Paul Demoule, toutes les hypothèses relatives à un foyer unique du proto indo-européen présupposent, sans qu'aucun de ces postulats n'ait été « validé de façon externe, notamment sur le plan archéologique »:554,
- « Que les changements de langue sont dus à des déplacements de population, le plus souvent par voie de conquête »[1]:554, alors que « les migrations et les conquêtes militaires ne sont que deux des causes possibles, jamais les seules et pas les plus fréquentes »[1]:590 ;
- « Que les « cultures » archéologiques sont autant d’ethnies homogènes, aux frontières délimitées, conçues sur le modèle des États-nations du XIXe et XXe siècles mais tout autant sur celui d’entités biologiques qui se reproduiraient par parthénogenèse »[1]:554, alors qu'elles sont « des entités instables, perméables et provisoires, en constante recomposition, et qui ne possèdent donc pas une essence intemporelle »[1]:590 ;
- « Qu’il y a coïncidence nécessaire entre langue et culture matérielle »[1]:554, alors qu'une telle coïncidence n'existe pas nécessairement, pas plus que celle entre langue et ethnie[1]:590 ;
- « Qu’enfin les langues sont également des entités biologiques homogènes, autonomes et bien délimitées, qui se reproduisent également par parthénogenèse ou scissiparité »[1]:554, alors qu'elles sont au contraire « des objets matériels et sociaux, créés par un groupe humain à des fins de communication, soumis à une grande variabilité interne et en constante évolution »[1]:591.

## Réception de l'ouvrage

### Réception par la presse grand public et succès d'édition
L'ouvrage reçoit un accueil globalement positif de la part de certains journaux (par ex. Le Monde, Le Monde diplomatique, l'Humanité, Libération) et moins positif dans d'autres (par ex. Herodote.net, Valeurs actuelles).
Pour le philosophe Roger-Pol Droit, dans un article du Monde, le livre de Jean-Paul Demoule est un « grand livre », « d'une érudition époustouflante », qui donne à méditer « deux grandes leçons » : la première est qu'« au cœur des travaux les plus savants, en linguistique comme en archéologie ou en histoire, deux siècles durant, s’est développée et perfectionnée une pure et simple légende » ; la seconde, que ce mythe a eu pour sens et pour fonction de « construire une origine de substitution, remplacer la réalité historique de l’héritage juif du christianisme et de l’Europe par la fiction d’un peuple « aryen » originaire, porteur d’une autre religion, d’une autre langue, d’autres valeurs ». D'autres sources de presse grand public (Libération, L'Humanité, Le Monde diplomatique) mettent également l'accent sur la déconstruction d'un mythe, sans aborder la question de la validité des hypothèses scientifiques de Demoule,,,,.
André Larané estime, sur Herodote.net, un site de vulgarisation de l'histoire, que Jean-Paul Demoule n'apporte pas la démonstration de « l'hypothèse alternative que les parentés linguistiques observées de l'Atlantique au Gange seraient la simple conséquence du voisinage, des échanges et des influences réciproques des uns sur les autres », alors que « cette hypothèse, si plaisante soit-elle, est […] dénoncée avec force par des linguistes comme Bernard Sergent, pour qui les langues indo-européennes ont des parentés de différents ordres trop étendues pour conclure à de simples imprégnations de voisinage ».

### Critiques universitaires
Dans une recension de l'ouvrage dans le Journal of Indo-European Studies, principale revue scientifique internationale sur ce domaine, l'historien et professeur au Collège de France Gérard Fussman note tout d'abord que l'auteur a « manifestement cherché et réussi à écrire un livre destiné à une audience bien plus large que celles de ses collègues de la profession, un livre agréable à lire pour une personne cultivée, ce but correspondant parfaitement à sa thèse selon laquelle l'intérêt pour les Indo-Européens était et reste motivé principalement par des raisons politiques et conserve encore aujourd'hui des implications politiques manifestes ». Globalement, Gérard Fussman se dit « d'accord avec la plupart du traitement par Jean-Paul Demoule des preuves indo-européennes, y compris ses inférences politiques », ainsi que sur la plupart de ses conclusions : qu'il n'y a pas de consensus sur la reconstruction de la langue originelle (Ursprache) et de l'arbre des langues indo-européennes (Stammbaum), que l'idée d'un foyer unique (Urheimat) n'est qu'une hypothèse parmi d'autres, que la paléontologie linguistique conduit à des apories ou à des raisonnements circulaires, qu'une culture archéologique ne doit pas nécessairement être assignée à un seul peuple. Il rejoint Demoule sur l'idée que « les perspectives prometteuses de la chimie osseuse et des analyses d'ADN restent encore embryonnaires pour retracer les migrations préhistoriques »:597, se disant même « sceptique » sur les perspectives de succès d'une telle démarche. En revanche, quand Jean-Paul Demoule critique la représentation des relations entre langues indo-européennes à partir d'un modèle arborescent, Gérard Fussman lui répond que le proto-indo-européen est une construction anhistorique, « une abstraction, pas un langage », mais une abstraction nécessaire à la représentation des liens entre langues indo-européennes, un arbre de Porphyre, un modèle graphique qui « ressemble à un arbre généalogique mais n'en est pas un ».
Si les débats se poursuivent:90 qui voient se confronter différentes hypothèses, l'« hypothèse des steppes » connait, renforcée par des travaux génétiques, un certain essor au sein de la communauté des chercheurs, particulièrement depuis les années 2010:7 sqq,, au détriment de l'hypothèse anatolienne:24.
Les travaux de Jean-Paul Demoule ont été l'objet de critiques par plusieurs chercheurs qui défendent l'idée qu'il existe une langue indo-européenne qu'on peut reconstruire scientifiquement et que les modèles les mieux établis consistent à avancer qu'il existait une population de locuteurs de cette langue dans les plaines steppiques. Guillaume Jacques, chercheur au CNRS, parle même « d'imposture » en ce qui concerne le livre de Demoule sur les Indo-Européens. Selon Guillaume Jacques, les spécialistes français de l'indo-européen n'auraient pas écrit de recension du livre de Demoule et préféré l'ignorer. Toujours selon Jacques, à l'étranger peu de chercheurs auraient évoqué le livre de Demoule (écrit en français), sauf Asya Pereltsvaig sur son blog, dans lequel elle reconnait ne pas avoir lu le livre mais se fonder seulement sur un bref entretien dans un quotidien suisse.
L'archéologue allemand Sven Hansen, de l'Institut archéologique allemand (DAI) le mentionne au contraire favorablement, tout comme le livre collectif de Daniela Hofmann, Catherine J. Frieman, Martin Furholt, Stefan Burmeister et Niels Nørkhaer Hohannsen, Negociating Migrations - The Archaeology and Politics of Mobility (Bloomsbury Academic, 2024). Les auteurs écrivent notamment, à partir de l'édition anglaise : "As Jean-Paul Demoule (2023: 448) summarizes, the predictable branching of one language from another as part of a gradual evolution is but one possible model, and has been particularly popular because it lends itself to ideas of original communities of speakers communicating in a unified language in an original homeland. These ideas fitted the nineteenth-century political conceptions that dominated when linguistics emerged as a discipline. They have gained renewed popularity because tree-like diagrammatic representations of linguistic branching look enticingly like aDNA trees (Demoule 2023: chapters 1-8). However, many of the core tenets of the tree-like branching model for Indo-European - that Indo-Europeans were conquerors imposing their language without any influence of the substrate, for example - are difficult to independently substantiate (Demoule 2023: 395-441), while statistical approaches and coding decisions have also come in for methodological criticism [...]. Indeed, more recent models focus on longer-term and braided histories of the spread of Indo-European languages, including several episodes over time." (p. 119-120). 
Des critiques concernant le volet linguistique de l'ouvrage ont été exprimées par le linguiste Romain Garnier, qui dénonce une « polémique purement franco-française […] associant les études indo-européennes à l'extrême-droite ».
En 2018, la Société de linguistique de Paris a publié, dans sa revue annuelle, un article de trois experts en linguistique historique (Pellard, Sagart et Jacques) du laboratoire CRLAO–CNRS. Cet article, intitulé L'indo-européen n'est pas un mythe, présente des arguments linguistiques en réponse à ce qu'ils considèrent comme des erreurs et approximations de Jean-Paul Demoule dans son ouvrage, dans le domaine de la linguistique, de l'histoire et de l'archéologie,. En vue de répondre à ces différentes critiques, Jean-Paul Demoule et le linguiste Gabriel Bergounioux, professeur à l'université d'Orléans et récipiendaire en 2024 du prix Antoine Meillet de l'Académie des Inscriptions et Belles Lettres pour l'ensemble de son œuvre linguistique, ont soumis un article au Bulletin de la Société de linguistique de Paris, lequel l'a finalement refusé au terme de son propre processus d'évaluation scientifique ; les auteurs ont alors déposé ce manuscrit en ligne.
L'anthropologue Jean-Loïc Le Quellec exprime des réserves sur l'utilisation du terme de mythe à propos d'hypothèses scientifiques, considérant que « cela n’est vrai que dans la mesure où c’est pratiquement toute la science qui s’est ainsi construite contre le récit biblique, et que c’est particulièrement le cas de tous les récits originels que nous content actuellement préhistoriens, généticiens et astrophysiciens. Comme ces narrations sont trop complexes pour être contrôlables par chacun, nous les recevons le plus souvent comme autant de mythes invérifiables. Il n’empêche : on ne peut les réduire à la catégorie des mythes, puisque ceux-ci montrent sans démontrer, à la différence des constructions scientifiques ».
Jean-Loïc Le Quellec estime par ailleurs que l'opposition faite par Jean-Paul Demoule entre un modèle arborescent et une approche aréale inspirée des travaux de Nikolaï Sergueïevitch Troubetskoï, selon lequel « pour expliquer le caractère régulier des correspondances phoniques, il n’est point besoin de recourir à l’hypothèse d’une origine commune pour les langues de ce groupe [indo-européen], puisqu’on trouve la même régularité lors d’emprunts massifs d’une langue à une autre, non apparentée », est « trop manichéenne » et donne à supposer que « les indo-européanistes seraient peu au fait d’une linguistique moderne » alors qu'ils « connaissent très bien cette approche, qu’ils utilisent concurremment avec d’autres, et depuis longtemps ».
Selon le chercheur Thomas Pellard, membre du CNRS, les travaux de Demoule poseraient des problèmes : « Bref, il s’agit de toute évidence d’un livre à charge, et la juxtaposition récurrente des études indo-européennes et du nazisme me semble déplacée, mais je laisse à d’autres, ou à une autre occasion, le soin d’examiner les aspects historiographiques et le mode d’argumentation parfois plus idéologique et polémique que scientiﬁque de cet ouvrage. Ce qui m’a choqué avant tout ce sont les erreurs dans le domaine de la linguistique. Soit, J.-P. Demoule est archéologue et non linguiste, mais vu que la question de la parenté des langues indo-européennes occupe une place centrale dans son argumentaire, on ne peut pas passer sous silence la gravité de ces erreurs. »
Jean-Marie Pailler, professeur d'Université à Toulouse, conteste lui aussi les positions de Demoule sur le fait qu'il n'y aurait pas de proto-langue indo-européenne : « On demeure perplexe de lire (p. 151, etc) : « sur quoi reposent ces certitudes si souveraines, qui permettent de passer des correspondances phonétiques formelles aux aristocrates orgueilleux et guerriers ? » Résumer le dossier indo-européen à quelques « correspondances phonétiques » frise la caricature. Il ne s’agit pas de jeux de phonèmes, mais d’un immense ensemble lexical, sémantique, morphologique, forcément porteur de signification. » Il conclut néanmoins : « On abandonne ce livre à regret, dans l’idée d’un dialogue à poursuivre, et que tout n’a pas été dit. Livre formidablement documenté, écrit avec une élégance devenue rare… Cette œuvre de culture, d’engagement et de bonne foi souffre cependant de ne pas choisir entre l’histoire des idées contemporaines, du XIXe au XXIe siècle, le dialogue entre archéologie et linguistique, une polémique parfois excessive et une proposition de « solution » plus verbale qu’opérationnelle. »
Pour Rasmus G. Bjørn de l'Institut Max-Planck d'histoire des sciences, l'ouvrage porte les « idiosyncrasies » de son auteur unique. Selon Bjørn, même pour un lecteur méfiant envers la validité de la méthode comparative en linguistique, « les représentations de Demoule sont naïves et sélectives ». Néanmoins, « l'ouvrage n'en constitue pas moins un exposé bien écrit et – malgré d'importantes limites – érudit des usages et abus des sciences préhistoriques à des fins politiques. » Rasmus G. Bjørn estime que la partie la plus instructive est « ce que l’archéologie nous dit aujourd’hui » (pp. 238–56), « même si elle est encore entrecoupée de fausses représentations. » Selon Bjørn, « l'ouvrage est truffé de tentatives manifestes d'entremêler phénomènes linguistiques et sentiments politiques ». Ainsi quand Demoule affirme que « la division binaire satem-centum [...] est considérée comme obsolète aujourd'hui » alors que le consensus académique soutient le contraire. Ou encore quand, « bien que dépourvu d’une formation linguistique comparative lui permettant de réaliser les analyses nécessaires, Demoule affirme néanmoins qu’« en réalité, la plupart des “substrats” demeurent hypothétiques, et il existe très peu d’observations contemporaines à grande échelle du phénomène des substrats » », ce que Bjørn juge être « une affirmation absurde ». Selon Bjørn, « une réfutation complète de toutes les affirmations erronées concernant la linguistique historique avancées par Demoule constituerait un livre à elle seule. »

### Polémiques avec des revues proches de la Nouvelle Droite
De vives critiques sont publiées par des revues proches de la Nouvelle Droite. La Nouvelle Revue d'histoire publie quatre articles consacrés à l'ouvrage et un droit de réponse de Jean-Paul Demoule. La revue estime que Jean-Paul Demoule effectuerait une « reductio ad Hitlerum », caricaturerait les « positions des tenants de l'existence d'une communauté “indo-européenne” », en particulier Jean Haudry (auquel est consacré un sous-chapitre intitulé Un « Que sais-je ? » racial dans le livre de Jean-Paul Demoule:292-297), et assimilerait « tous les chercheurs engagés sur ce terrain à une fantomatique “internationale raciste” »,,.
Jean-Paul Demoule a obtenu un droit de réponse à ces interventions. Il considère que l'expression « internationale raciste » n'est pas de lui mais de Michael Billig, qu'elle ne figure pas dans son livre et qu'il y « distingue au contraire soigneusement l'utilisation faite de la question indo-européenne par le nazisme et [les] extrêmes droites (lesquels n'occupent qu'à peine un dixième de l'ouvrage) et l'examen de l'état de l'art dans les différentes sciences impliquées aujourd'hui — examen qui [lui] permet de conclure par la négative, dans l'état actuel de nos connaissances, quant à l'existence démontrée d'un peuple originel ».
D'autres critiques ont paru dans diverses autres revues proches de la nouvelle droite, comme Éléments (n° 155 d'avril 2015 et n° 166 de 2017), Réfléchir et Agir (n° 50, 2015), Valeurs actuelles (hors-série n° 16 de 2018) ou encore Nouvelle École (no 68, 2018).[réf. nécessaire]

## Génétique
Plusieurs études concordantes parues depuis 2015 ont analysé la composition génétique des restes humains associés aux cultures archéologiques du Néolithique récent et de l'Âge du bronze ancien en Europe et en Asie de l'Ouest. Elles ont mis en évidence un patrimoine génétique associé à la culture Yamna dans les populations qui parlent des langues indo-européennes,.
Les chercheurs Pellard, Sagart et Jacques exposent ainsi le consensus issu des preuves génétiques : « Pourtant, cette migration des steppes vers l’Europe, décrite par Anthony (2007: 361–368), fait consensus et a été largement confirmée par des recherches en paléogénétique (Haak et al. 2015; Allentoft et al. 2015). L’hypothèse d’une migration des steppes vers l’Inde a également été corroborée par une autre équipe indépendante de spécialistes de l’ADN ancien (Narasimhan et al. 2018). » - équipe néanmoins liée à la précédente. L'hypothèse que la migration venue des steppes aurait bénéficié du cheval monté a été infirmée par une étude génétique publiée en 2024 dans la revue Nature (voir bibliographie).
Jean-Paul Demoule a semblé plus récemment infléchir sa position sur l'hypothèse kourgane défendue historiquement par Marija Gimbutas : « Mais l'hypothèse est restée controversée, commente Jean-Paul Demoule, professeur émérite de proto histoire européenne à l'université Paris-I. Un changement de culture n'implique pas forcément un remplacement de population, les idées aussi voyagent. Cela dit, les études en génétique semblent valider l'idée de Marija Gimbutas. »

## Récompenses
Le prix Roger-Caillois de l'essai et le prix Eugène-Colas de l'Académie française ont été décernés en 2015 à Jean-Paul Demoule pour cet ouvrage,.

## Ouvrage
- Jean-Paul Demoule, Mais où sont passés les Indo-Européens ? : Le mythe d'origine de l'Occident, Paris, Éditions du Seuil, coll. « La librairie du XXIe siècle », 2014, 741 p. (ISBN 978-2-02-029691-5)Réédition revue et augmentée : Jean-Paul Demoule, Mais où sont passés les Indo-Européens ? : Le mythe d'origine de l'Occident, Paris, Éditions Points, coll. « Points. Histoire » (no 525), 2017, 826 p. (ISBN 978-2-7578-6591-0).Édition en anglais : (en) Jean-Paul Demoule (trad. Rhoda Cronin-Allanic), The Indo-Europeans : Archaeology, Language, Race, and the Search for the Origins of the West, New York, Oxford University Press, 2023, 563 p. (ISBN 9780197506479).